# Gatchina
Gatchina (tiếng Nga: Гатчина) là một thành phố Nga. Thành phố này thuộc chủ thể Leningrad Oblast. Thành phố có dân số 88.420 người (theo điều tra dân số năm 2002). Đây là thành phố lớn thứ 186 của Nga theo dân số năm 2002.